# قطاع كروي

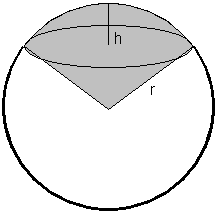
قطاع كروى

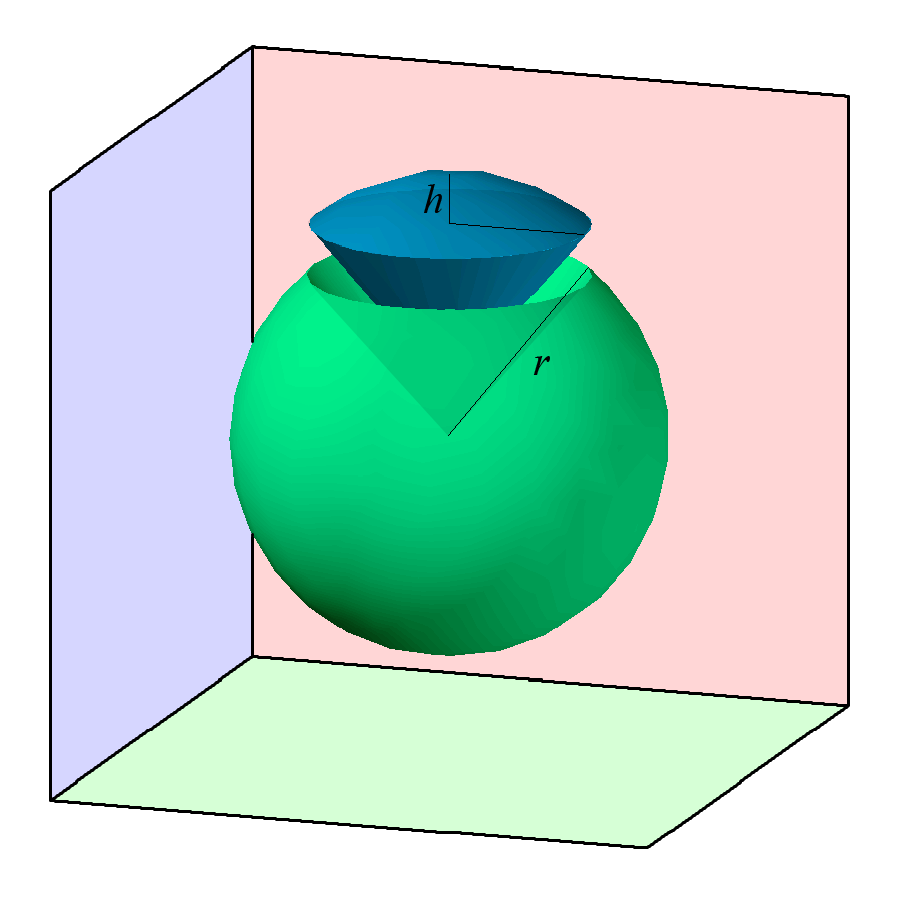
قطاع كروى

في علم الهندسة رياضية القطاع الكروي هو جزء من كرة مٌعرف بخطوط مخروطية تلتقى في رأس عند مركز الكرة. يمكن وصف القطاع الكروي بإتحاد مقطع كروي والرأس المكون عن مركز الكرة والمقطع الكروي.
إذا فرضنا نصف قطر الكرة بالرمز r وارتفاع المقطع بالحرف h، يكون الحجم V الخاص بالقطاع الكروى هو
{\displaystyle V={\frac {2\pi r^{2}h}{3}}\;.}
كما يمكن اكتابته بالصيغة الأتية :
{\displaystyle V={\frac {2\pi r^{3}}{3}}(1-\cos \theta ),}
حيث θ هي نصف زاوية المخروط بمعنى اخر الزاوية بين حافته والاتجاه إلى منتصف المقطع الكروى من مركز الكرة.
إذا رمزنا إلى نصف قطر المقطع الكروى بالرمز a تكون مساحة المقطع A كالأتى
{\displaystyle A=\pi r(2h+a)\;.}

## انظر ايضاً
- قطعة كروية
- قبعة كروية
- إسفين كروي
- هلال كروي